# Upper Geyser Basin

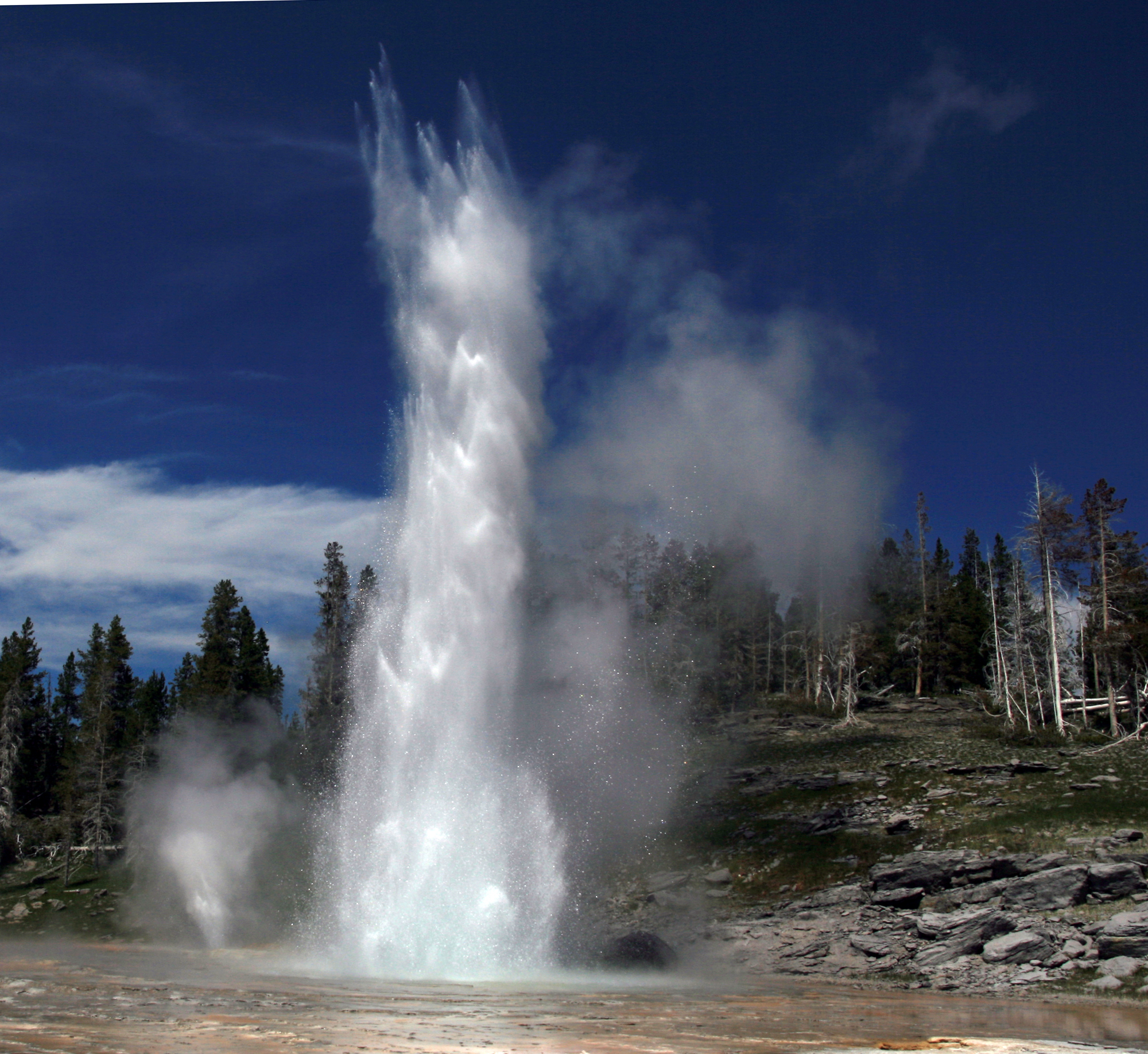
Erupties van de Grand- en Vent Geyser in het Upper Geyser Basin.

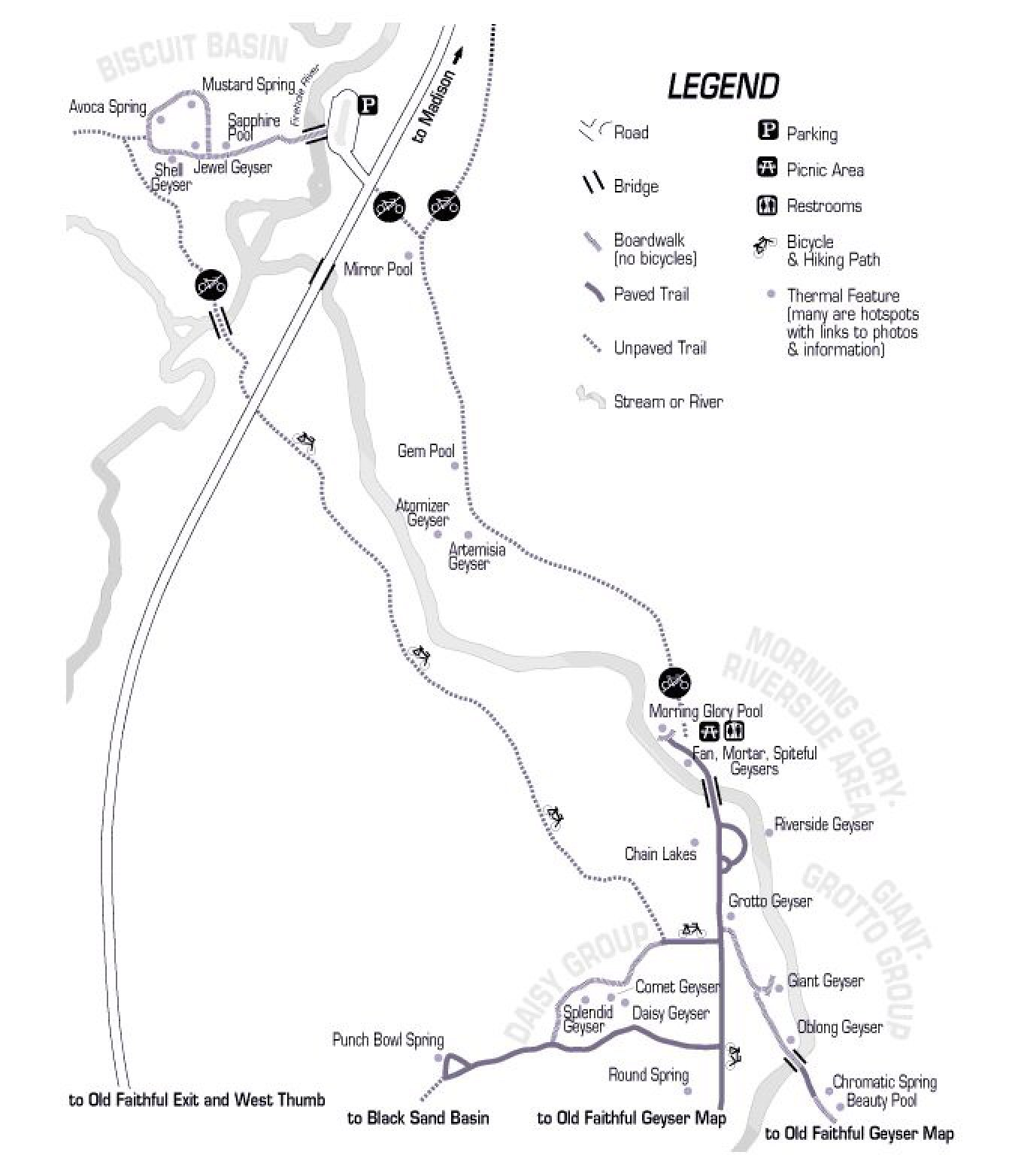

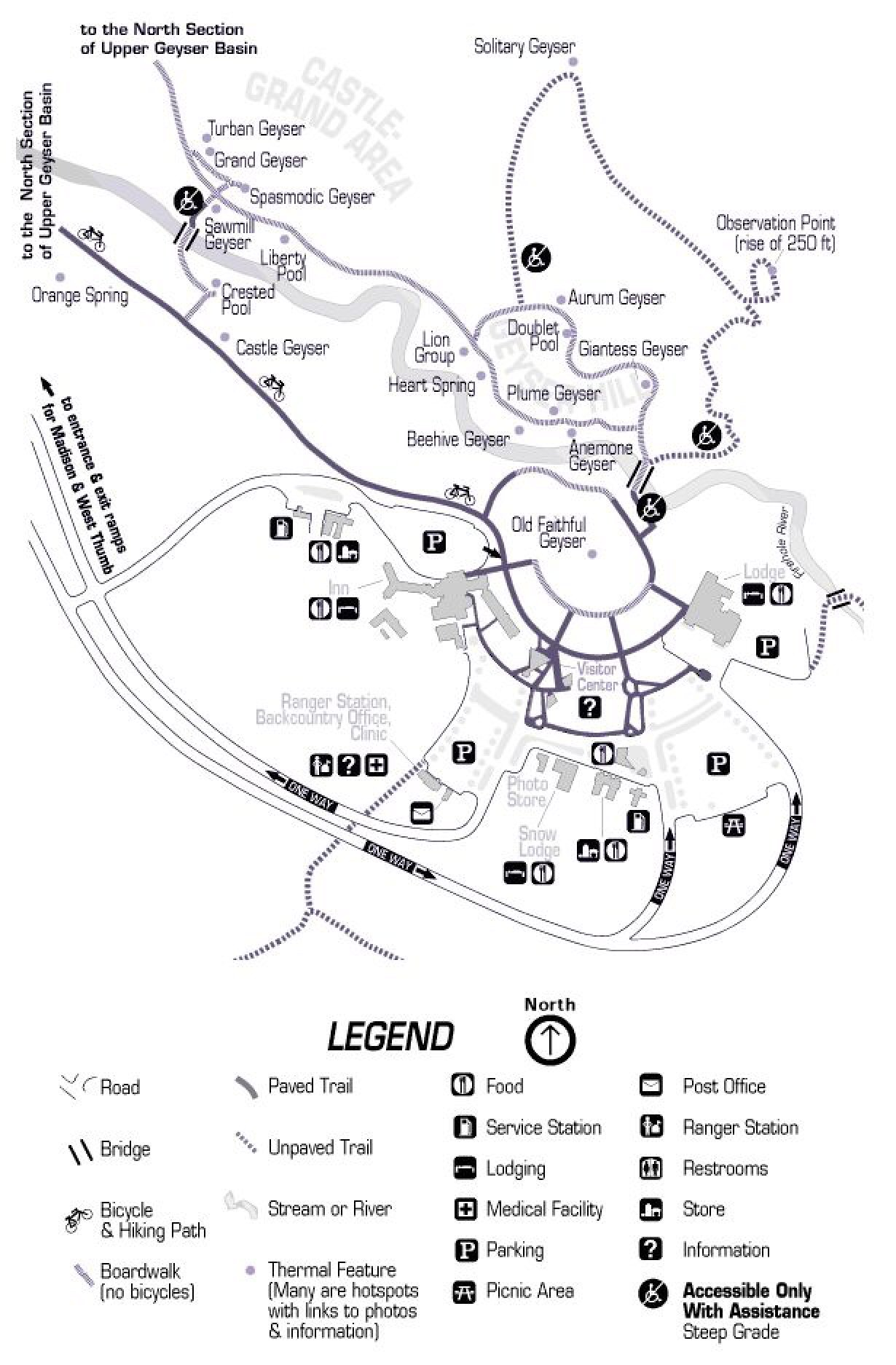

Het Upper Geyser Basin is een gebied in Yellowstone National Park in de Verenigde Staten waarin zich een groot aantal geisers bevinden. De geisers zijn van verschillende groottes en hebben verschillende eruptie-eigenschappen. De meest actieve en meest bekende geiser van het park is de Old Faithful.
Het Upper Geyser Basin wordt omgeven door heuvels die gevormd zijn door ijs. Daarnaast zijn er allerlei glooiingen, ontstaan door lavastromen in het kwartair. De geisers zijn gelegen langs de rivier Firehole. Eveneens aan deze rivier liggen Midway Geyser Basin en Lower Geyser Basin.

## Geisers
De onderstaande geisers bevinden zich in het Upper Geyser Basin:
| - Anemone Geyser - Artemisia Geyser - Atomizer Geyser - Aurum Geyser - Baby Daisy Geyser - Beehive Geyser - Big Cub Geyser - Bijou Geyser - Castle Geyser - Comet Geyser - Daisy Geyser - Economic Geyser - Fan and Mortar Geysers - Giant Geyser | - Giantess Geyser - Grand Geyser - Grotto Geyser - Lion Geyser - Little Cub Geyser - Old Faithful - Pump Geyser - Riverside Geyser - Sawmill Geyser - Solitary Geyser - Spasmodic Geyser - Splendid Geyser - Turban Geyser - Vent Geyser |

- Library of Congress Control Number: sh91004139
- Nationale Bibliotheek van Israël: 987007532386905171
- Virtual International Authority File: 315131751